# Intransigent Recordings
Intransigent Recordings ist ein deutsches Drum-and-Bass-Label mit Sitz in Mainz. Das Label wurde 2000 von DJ G-I-S gegründet, welcher auch für die Tracks der ersten drei Veröffentlichungen verantwortlich war.  

## Stil
Das Label steht für Sound der härteren Gangart, welcher gerade in den Anfängen durch deutschsprachige Samples und Amen Breaks geprägt war.  

## Mitglieder
Intransigent Recordings beherbergt neben dem Eigentümer DJ G-I-S auch noch MC DubLN, welcher als lyrischer Part des Labels bekannt ist. Ebenso zählen mit ihren Tracks, Remixes und Kollaborationen The Panacea, Current Value, Counterstrike, DJ Hidden, Arsenic, Nanotek, Bad Matter, Coresplittaz, Norman Wax und Arkon zur Intransigent Familie.

## Diskografie
- INTREC001 DJ G-I-S - A. The Next Millenia / B. Up To You [2000]
- INTREC002 DJ G-I-S - A. Mad As Hell / B. Murder [2003]
- INTREC003 A. DJ G-I-S & Norman Wax - Steck Der Zeiten / B. Lettuce -  The Lost Paradise (DJ G-I-S Remix) [2004]
- INTREC004 A. The Panacea - Schwarze Puppen / B. DJ G-I-S - Zurück Zu Den Schatten [2004]
- INTREC005 A. DJ G-I-S - Mad As Hell (The Panacea Remix) / B. Arkon - The Wired [2005]
- INTREC006 A. The Panacea - Sohn Der Schwarzen Puppen / B. DJ G-I-S & Norman Wax - Leatherface [2005]
- INTREC007 A. Bad Matter - Blood For Blood / B. Coresplittaz - System [2006]
- INTREC008 Current Value - A. The Edge Of The Cliff / B. Dark Rain [2006]
- INTREC009 A. DJ G-I-S - Inner Demons / B. Current Value - The Forbidden Room [2007]
- INTREC010 DJ G-I-S presents THE REMIXES: A. DJ G-I-S - Inner Demons (Counterstrike Remix) / B. Coresplittaz - System (Bad Matter Remix) / C. Bad Matter - Blood For Blood (The Panacea Remix) / D. DJ G-I-S & Norman Wax - Leatherface (DJ Hidden Remix) [2007]
- INTREC011 A. Bad Matter & Scary - Fujiko / B. Nanotek - The Vengeful [2007]
- INTREC012 Arsenic - A. Start The War / B. Code [2008]
- INTREC013 DJ G-I-S presents the DARK FUTURE EP: A. Current Value - Dark Rain (Remix) / B: SFS - Infinite / Arsenic - Butcher / D. The Prana - Schneider [2009]
- INTREC014 B Soul & Sintax - A. The Beginend / B. Out Of Control [2010]
- INTREC015 Current Value - A. WMD / B. Cryogen [2010]
- INTREC016 A. The Panacea & DJ G-I-S - 7.000.000.000 / B. DJ G-I-S & The Prana feat. Angel Eyes - Running Out Of Time” (Current Value Remix) [2011]
- INTREC017 Current Value feat. Snow - Time Of The Rain / Time Of The Rain (DJ G-I-S Remix) [2011]